# یواس‌سی و جی‌اس کاسماس
یواس‌سی و جی‌اس کاسماس (به انگلیسی: USC&GS Cosmos) یک کشتی بود که طول آن ۵۲٫۵ فوت (۱۶٫۰ متر) بود. این کشتی در سال ۱۸۸۷ ساخته شد.